# Joen Lagerberg
Joen Carlson Lagerberg, född 26 december 1888 i Göteborgs domkyrkoförsamling, död 25 februari 1975 i Engelbrekts församling, Stockholm, var en svensk diplomat och hovman.
Lagerberg avlade mogenhetsexamen i Göteborg 1907. Han studerade vid Uppsala universitet, där han blev filosofie kandidat 1910 och juris kandidat 1912. Lagerberg anställdes 1912 som attaché i Utrikesdepartementet, tjänstgjorde 1913 vid generalkonsulatet i Helsingfors, 1913–1915 vid beskickningen i Paris och 1915–1917 i Rom. 1917 blev han legationssekreterare i Bern, 1919 andre legationssekreterare i Paris och 1920 förste legationssekreterare i Washington, D.C.. Lagerberg utnämndes 1921 till legationsråd i Washington och tjänstgjorde från 1923 på samma post i Paris. Han var ombud vid internationella lufträttskonferensen i Lyon 1925 och vid konferensen för revision av internationella sundhetskonventionen i Paris 1926. 1928 blev Lagerberg byråchef i Utrikesdepartementet och var samma år sakkunnigt biträde åt de svenska ombuden vid Nationernas Förbunds församling. 1930 blev han legationsråd i Peking och 1932 chargé d'affaires i Prag samt erhöll 1934 namn av ministre plénipotentiaire. Lagerberg, som 1934–1935 åtföljde kronprinsparet på resa till Främre Orienten, redigerade 1935 det rikt illustrerade praktverket Kronprinsparets orientresa. 1935 blev han envoyé i Prag, 1938 i Warszawa, 1940 chef för Utrikesdepartementets B-avdelning samt 1941 envoyé i Madrid och 1942 i Rom. Från 1946 var han envoyé i Haag.
Lagerberg var överceremonimästare vid hovet 1953–1970 och handläggare av ärenden för Gustaf VI Adolfs fonder. Han var ordförande i Stockholms Studentsångarförbund 1953–1967 och styrelseledamot i Kungliga Teatern 1953–1961. Joen Lagerberg invaldes som ledamot 744 av Kungliga Musikaliska Akademien den 15 oktober 1970. Joen Lagerberg var ledamot av Gastronomiska Akademien (tallrik 10) 1958–1975.
Joen Lagerberg var son till museimannen Carl Lagerberg och tillhörde den adliga ätten Lagerberg. Han var gift med Valborg Holtermann (1898–1954), som var dotter till Oscar Holtermann och Maud von Rosen. Paret hade två adoptivbarn, litteraturkritikern Madeleine (Baeckström) Lagerberg, född 1937, och docent Dagmar (Baeckström) Lagerberg, född 1941. Joen Lagerberg är begravd på Norra begravningsplatsen utanför Stockholm.

## Utmärkelser

### Svenska utmärkelser
- Kommendör med stora korset av Nordstjärneorden, 4 juni 1949.[5]
- Kommendör av första klassen av Nordstjärneorden, 15 november 1937.[6]
- Riddare av Nordstjärneorden, 6 juni 1925.[7]

Konung Gustaf VI Adolfs minnesmedalj med anledning av 85-årsdagen, 11 november 1967.

### Utländska utmärkelser
- Officer av Belgiska Kronorden, 22 januari 1921.[7]
- Kommendör av Bulgariska Civilförtjänstorden, 1922.[7]
- Storkorset av Danska Dannebrogsorden, 24 mars 1954.[8]
- Andra klassen av Egyptiska Ismailorden, 1934 eller 1935.[9]
- Storkorset av Etiopiska Menelik II:s orden, 1934 eller 1935.[9]
- Storkorset av Finlands Lejons orden, 22 april 1947 .[10]
- Storofficer av Franska Hederslegionen, 24 november 1965 (Riddare 12 maj 1921; Officer 21 november 1926).
  -   Officer av Franska Svarta stjärnorden, 1916.[7]
- Andra klassen av Irakiska Rafidain-orden, 2 november 1934.[9]
- Första klassen av Iranska Homayounorden, 1934 eller 1935.[9]
- Storkorset av Italienska kronorden, 1946  (Riddare 1918).[10]
- Storkorset av Mexikanska Örnorden, 1945.[11]
- Storkorset av Nederländska Oranien-Nassauorden, 14 mars 1946.[11][12]
- Storkorset av Nederländska Oranienhusorden, 21 maj 1957.[13]
- Inhuldigingsmedaille 1948, 8 juni 1949[14]
- Storkorset av Norska Sankt Olavsorden, 28 november 1946.[11]
- Storkorset av Polska Polonia Restituta, 1945.[10]
- Officer av Serbiska Sankt Savaorden, 1921.[7]
- Kommendör av första klassen av Storbritanniska Victoriaorden, 8 juni 1956.[13]
- Storkorset av Tjeckoslovakiska Vita Lejonets orden, 12 januari 1938.[11]
- Storofficer av Tunisiska orden Nichan-Iftikhar, 1929.[15]
- Storkorset av Tunisiska republikens orden juni 1963
- Storkorset av Tyska förbundsrepublikens Förtjänstorden av andra klass, 23 juni 1970.
- Storkorset av Ungerska republikens förtjänstorden, 1947.[10]
- Andra klassen med kraschan av Ungerska förtjänstkorset, 1928.[15]